# Сан-П'єтро-ді-Морубіо
Сан-П'єтро-ді-Морубіо (італ. San Pietro di Morubio, вен. San Piero de Morubio) — муніципалітет в Італії, у регіоні Венето,  провінція Верона.
Сан-П'єтро-ді-Морубіо розташований на відстані близько 390 км на північ від Рима, 90 км на захід від Венеції, 29 км на південний схід від Верони.
Населення — 3051 особа (2014).
Щорічний фестиваль відбувається 7 серпня. Покровитель — Петро (апостол).

## Демографія
Населення за роками:

Станом на 1 січня 2023 року в муніципалітеті офіційно проживало 314 іноземців з 23 країн, серед них 98 громадян країн Євросоюзу та 22 громадяни України.

## Сусідні муніципалітети
- Анджарі
- Боволоне
- Череа
- Ізола-Рицца
- Роверк'яра